# Mis romances Tour
Mis romances Tour fue una gira de conciertos perteneciente al intérprete mexicano Luis Miguel durante 2002 para promocionar su álbum Mis romances. Luis Miguel cantó 62 conciertos durante su Tour. Luis Miguel se presentó en el Estadio Azteca de México por la primera vez en su carrera, y también tuvo doce noches de entradas agotadas en el Auditorio Nacional.
El primer concierto del Tour "Mis romances" fue  dado el 24 de enero de 2002 en el Cox Arena en San Diego, California.

## Lista de canciones
| Mis romances Tour 24 de enero de 2002-13 de abril de 2002 |                                                                                                 |                                             |          |  |
| N.º                                                       | Título                                                                                          | Original álbum                              | Duración |  |
| 1.                                                        | «Introducción»                                                                                  |                                             |          |  |
| 2.                                                        | «Amor, amor, amor»                                                                              | Mis romances                                |          |  |
| 3.                                                        | «Tú me acostumbraste»                                                                           | Mis romances                                |          |  |
| 4.                                                        | «Perfidia»                                                                                      | Mis romances                                |          |  |
| 5.                                                        | «Toda una vida»                                                                                 | Mis romances                                |          |  |
| 6.                                                        | «Medley» (Dame tu Amor / Sol, arena y mar / Suave)                                              | Aries, Amarte es un placer                  |          |  |
| 7.                                                        | «O tú o ninguna»                                                                                | Amarte es un placer                         |          |  |
| 8.                                                        | «Medley» (Por debajo de la mesa / No sé tú / Cómo duele)                                        | Romances, Romance, Mis romances             |          |  |
| 9.                                                        | «Medley» (Volver / Uno / El día que me quieras)                                                 | Mis romances, Romances, Segundo romance     |          |  |
| 10.                                                       | «La última noche»                                                                               | Mis romances                                |          |  |
| 11.                                                       | «Introducción [Interludio]»                                                                     |                                             |          |  |
| 12.                                                       | «¿Qué sabes tú?»                                                                                | Mis romances                                |          |  |
| 13.                                                       | «Historia de un amor»                                                                           | Segundo romance                             |          |  |
| 14.                                                       | «Medley» (Cuando vuelva a tu lado / Mañana de carnaval / Delirio)                               | Romance, Romances, Segundo romance          |          |  |
| 15.                                                       | «La mentira»                                                                                    | Romance                                     |          |  |
| 16.                                                       | «Hasta que me olvides»                                                                          | Aries                                       |          |  |
| 17.                                                       | «Sin ti»                                                                                        | Segundo romance                             |          |  |
| 18.                                                       | «Medley» (Mucho corazón / La media vuelta / Amorcito corazón)                                   | Romance, Segundo Romance, Mis Romances      |          |  |
| 19.                                                       | «Échame a mí la culpa»                                                                          | never released by the artist                |          |  |
| 20.                                                       | «Medley» (Y / La bikina / Mi ciudad)                                                            | Vivo, never released by the artist          |          |  |
| 21.                                                       | «Medley» (Cómo es posible que a mi lado / Será que no me amas / Te propongo esta noche)         | Nada es igual, 20 años, Amarte es un placer |          |  |
| 22.                                                       | «Medley» (Ahora te puedes marchar / La chica del bikini azul / Isabel / Cuando calienta el sol) | Soy como quiero ser, Palabra de honor       |          |  |

| 'Mis boleros favoritos Tour 12 de septiembre de 2002-14 de diciembre de 2002 |                                                                                                 |                                             |          |  |
| N.º                                                                          | Título                                                                                          | Original album                              | Duración |  |
| 1.                                                                           | «Introducción»                                                                                  |                                             |          |  |
| 2.                                                                           | «Amor, amor, amor»                                                                              | Mis romances                                |          |  |
| 3.                                                                           | «Tú me acostumbraste»                                                                           | Mis romances                                |          |  |
| 4.                                                                           | «Perfidia»                                                                                      | Mis romances                                |          |  |
| 5.                                                                           | «Toda una vida»                                                                                 | Mis romances                                |          |  |
| 6.                                                                           | «Medley» (Dame tu amor / Sol, arena y mar / Suave)                                              | Aries, Amarte es un placer                  |          |  |
| 7.                                                                           | «O tú o ninguna»                                                                                | Amarte es un placer                         |          |  |
| 8.                                                                           | «Medley» (Por debajo de la mesa / No sé tú / Cómo duele)                                        | Romances, Romance, Mis romances             |          |  |
| 9.                                                                           | «Medley» (Volver / Uno / El día que me quieras)                                                 | Mis romances, Romances, Segundo romance     |          |  |
| 10.                                                                          | «La última noche»                                                                               | Mis romances                                |          |  |
| 11.                                                                          | «Introducción [Interludio]»                                                                     |                                             |          |  |
| 12.                                                                          | «¿Qué sabes tú?»                                                                                | Mis romances                                |          |  |
| 13.                                                                          | «Historia de un amor»                                                                           | Segundo romance                             |          |  |
| 14.                                                                          | «Medley» (Un hombre busca una mujer / Cuestión de piel / Oro de ley)                            | Busca una mujer, 20 años                    |          |  |
| 15.                                                                          | «Somos novios»                                                                                  | Segundo romance                             |          |  |
| 16.                                                                          | «Hasta que me olvides»                                                                          | Aries                                       |          |  |
| 17.                                                                          | «Medley» (Mucho corazón / La media vuelta / Amorcito corazón)                                   | Romance, Segundo romance, Mis romances      |          |  |
| 18.                                                                          | «Medley» (Y / La bikina / Mi ciudad)                                                            | Vivo, never released by the artist          |          |  |
| 19.                                                                          | «Medley» (Cómo es posible que a mi lado / Será que no me amas / Te propongo esta noche)         | Nada es igual, 20 Años, Amarte es un placer |          |  |
| 20.                                                                          | «Medley» (Ahora te puedes marchar / La chica del bikini azul / Isabel / Cuando calienta el sol) | Soy como quiero ser, Palabra de honor       |          |  |

## Fechas de la gira
| Fecha                    | Ciudad               | País                 | Lugar                          | Audiencia            |
| Primera parte (2002)     | Primera parte (2002) | Primera parte (2002) | Primera parte (2002)           | Primera parte (2002) |
| Norteamérica I           | Norteamérica I       | Norteamérica I       | Norteamérica I                 | Norteamérica I       |
| ------------------------ | -------------------- | -------------------- | ------------------------------ | -------------------- |
| 24 de enero de 2002      | San Diego            | Estados Unidos       | Cox Arena                      | 12 800               |
| 25 de enero de 2002      | San Diego            | Estados Unidos       | Cox Arena                      | 12 800               |
| 26 de enero de 2002      | Las Vegas            | Estados Unidos       | Mandalay Bay Events Center     | 12 000               |
| 29 de enero de 2002      | Los Ángeles          | Estados Unidos       | Universal Amphitheatre         | 6189                 |
| 30 de enero de 2002      | Los Ángeles          | Estados Unidos       | Universal Amphitheatre         | 6189                 |
| 31 de enero de 2002      | Los Ángeles          | Estados Unidos       | Universal Amphitheatre         | 6189                 |
| 1 de febrero de 2002     | Los Ángeles          | Estados Unidos       | Universal Amphitheatre         | 6189                 |
| 2 de febrero de 2002     | Los Ángeles          | Estados Unidos       | Universal Amphitheatre         | 6189                 |
| 3 de febrero de 2002     | Los Ángeles          | Estados Unidos       | Universal Amphitheatre         | 6189                 |
| 7 de febrero de 2002     | Houston              | Estados Unidos       | Compaq Center                  | 16 000               |
| 9 de febrero de 2002     | Grand Prairie        | Estados Unidos       | Dallas NextStage               | 6350                 |
| 11 de febrero de 2002    | Rosemont             | Estados Unidos       | Allstate Arena                 | 20 000               |
| 13 de febrero de 2002    | Lowell               | Estados Unidos       | Tsongas Arena                  | 7800                 |
|                          |                      |                      |                                |                      |
| 16 de febrero de 2002    | Miami                | United States        | Miami Arena                    | 16 640               |
| 17 de febrero de 2002    | Miami                | United States        | Miami Arena                    | 16 640               |
| 18 de febrero de 2002    | Orlando              | United States        | TD Waterhouse Centre           | 18 000               |
| 20 de febrero de 2002    | Santo Domingo        | Dominican Republic   | Estadio Quisqueya              | 50 000 *             |
| 23 de febrero de 2002    | San Juan             | Puerto Rico          | Hiram Bithorn Stadium          | 16 000               |
| 27 de febrero de 2002    | Guadalajara          | México               | Estadio Tres de Marzo          | 30 000               |
| 2 de marzo de 2002       | Ciudad de México     | México               | Estadio Azteca                 | 80 000 **            |
| 6 de marzo de 2002       | Ciudad de México     | México               | Auditorio Nacional             | 10 000               |
| 7 de marzo de 2002       | Ciudad de México     | México               | Auditorio Nacional             | 10 000               |
| 8 de marzo de 2002       | Ciudad de México     | México               | Auditorio Nacional             | 10 000               |
| 9 de marzo de 2002       | Ciudad de México     | México               | Auditorio Nacional             | 10 000               |
| 10 de marzo de 2002      | Ciudad de México     | México               | Auditorio Nacional             | 10 000               |
| 13 de marzo de 2002      | Ciudad de México     | México               | Auditorio Nacional             | 10 000               |
| 14 de marzo de 2002      | Ciudad de México     | México               | Auditorio Nacional             | 10 000               |
| 15 de marzo de 2002      | Ciudad de México     | México               | Auditorio Nacional             | 10 000               |
| 16 de marzo de 2002      | Ciudad de México     | México               | Auditorio Nacional             | 10 000               |
| 17 de marzo de 2002      | Ciudad de México     | México               | Auditorio Nacional             | 10 000               |
| 19 de marzo de 2002      | Ciudad de México     | México               | Auditorio Nacional             | 10 000               |
| 20 de marzo de 2002      | Ciudad de México     | México               | Auditorio Nacional             | 10 000               |
| 22 de marzo de 2002      | Monterrey            | México               | Auditorio Coca-Cola            | 8000                 |
| 23 de marzo de 2002      | Monterrey            | México               | Auditorio Coca-Cola            | 8000                 |
| 24 de marzo de 2002      | Monterrey            | México               | Auditorio Coca-Cola            | 8000                 |
| 25 de marzo de 2002      | Monterrey            | México               | Auditorio Coca-Cola            | 8,000                |
| 26 de marzo de 2002      | Monterrey            | México               | Auditorio Coca-Cola            | 8000                 |
| 29 de marzo de 2002      | El Paso              | United States        | Don Haskins Center             | 12,200               |
| 30 de marzo de 2002      | El Paso              | United States        | Don Haskins Center             | 12 200               |
| 1 de abril de 2002       | San Antonio          | United States        | Freeman Coliseum               | 11 700               |
| 2 de abril de 2002       | McAllen              | United States        | Villareal Convention Center    | 3500                 |
| 6 de abril de 2002       | Tucson               | United States        | Anselmo Valencia Amphitheater  | 5000                 |
| 7 de abril de 2002       | Tempe                | United States        | Gammage Auditorium             | 5000                 |
| 9 de abril de 2002       | Denver               | United States        | Magness Arena                  | 8000                 |
| 12 de abril de 2002      | New York City        | United States        | Madison Square Garden          | 20 000               |
| 13 de abril de 2002      | Philadelphia         | United States        | First Union Spectrum           | 18 000               |
| Segunda parte (2002)     |                      |                      |                                |                      |
| Norteamérica II          |                      |                      |                                |                      |
| 12 de septiembre de 2002 | Chula Vista          | United States        | Coors Amphitheatre             | 19 000               |
| 13 de septiembre de 2002 | Las Vegas            | United States        | MGM Grand Garden Arena         | 17 150               |
| 14 de septiembre de 2002 | Los Ángeles          | United States        | Universal Amphitheatre         | 6189                 |
| 15 de septiembre de 2002 | Los Ángeles          | United States        | Universal Amphitheatre         | 6189                 |
| Europa                   |                      |                      |                                |                      |
| 8 de octubre de 2002     | Benidorm             | Spain                | Estadio Municipal Benidorm     | 17,000               |
| 9 de octubre de 2002     | Barcelona            | Spain                | Palau Sant Jordi               | 18 937               |
| 11 de octubre de 2002    | Madrid               | Spain                | Palacio Vistalegre             | 15 000               |
| 12 de octubre de 2002    | Madrid               | Spain                | Palacio Vistalegre             | 15 000               |
| 13 de octubre de 2002    | Madrid               | Spain                | Palacio Vistalegre             | 15 000               |
| Sudamérica               |                      |                      |                                |                      |
| 16 de noviembre de 2002  | Santiago             | Chile                | Estadio Nacional               | 45 000 º             |
| 18 de noviembre de 2002  | Santiago             | Chile                | Centro San Carlos de Apoquindo | 5000                 |
| 20 de noviembre de 2002  | Lima                 | Perú                 | Lima Polo Club                 | 15 000               |
| 22 de noviembre de 2002  | Punta del Este       | Uruguay              | Conrad Hotels                  | 1500                 |
| 24 de noviembre de 2002  | Buenos Aires         | Argentina            | Estadio Vélez Sarsfield        | 45 000               |
| 25 de noviembre de 2002  | Buenos Aires         | Argentina            | Estadio Vélez Sarsfield        | 45 000 ºº            |
| Norteamérica III         |                      |                      |                                |                      |
| 14 de diciembre de 2002  | La Romana            | Dominican Republic   | Villa Altos de Chavón          | 5000 ^               |
| 324 days                 | 29 cities            | 9 countries          | 34 venues                      | 973,229              |

- El concierto del Estadio Nacional en Santiago fue grabado para su transmisión en Chile por Canal 13.

### Ganancias del tour
| Lugar                      | Ciudad           | Entradas vendidas        | Ganancia    |
| -------------------------- | ---------------- | ------------------------ | ----------- |
| Cox Arena                  | San Diego        | 13 101 / 17 004 (77 %)   | $988 165    |
| Mandalay Bay Events Center | Las Vegas        | 8227 / 8227 (100 %)      | $715 980    |
| Universal Amphitheatre     | Los Ángeles      | 43 451 / 45 090 (96 %)   | $3 595 025  |
| Compaq Center              | Houston          | 10 138 / 10 577 (96 %)   | $628 870    |
| Allstate Arena             | Chicago          | 7170 / 10 000 (72 %)     | $561 950    |
| Don Haskins Center         | El Paso          | 12 684 / 14 176 (89 %)   | $798 713    |
| Freeman Coliseum           | San Antonio      | 5934 / 6564 (90 %)       | $409 758    |
| Auditorio Nacional         | Ciudad de México | 112 974 / 118 872 (95 %) | $6 178 203  |
| Madison Square Garden      | New York City    | 13 029 / 13 742 (95 %)   | $1 123 980  |
| First Union Spectrum       | Philadelphia     | 3079 / 15 000 (21 %)     | $256,460    |
| Coors Amphitheatre         | Chula Vista      | 7590 / 8908 (85 %)       | $500 668    |
| Total                      | Total            | 231 846 / 268 014 (87 %) | $15 757 997 |

## Banda
- Voz: Luis Miguel
- Guitarras: Todd Robinson
- Bajo: Lalo Carrillo
- Piano y teclados: Francisco Loyo
- Teclados: Arturo Pérez
- Batería: Victor Loyo
- Percusión: Tommy Aros
- Saxofón: Jeff Nathanson
- Trompeta: Francisco Abonce
- Trombón: Alejandro Carballo
- Mariachis: Mariachi 2000 de Cutberto Perez (Y, Échame A Mi La Culpa, La Bikina, Mi Ciudad)

LIGHTING & SET DESIGN by Fabian Boggino